# Dostuk (Batken)
Dostuk (kirgisisch Достук für Freundschaft) ist ein Dorf in Kirgisistan mit – Stand 2021 – 406 Einwohnern.

## Geographie
Das Dorf liegt im Rajon Batken des Oblus Batken. Es ist Teil der Landgemeinde Kara-Bak, deren Sitz das Dorf Kara-Bak ist. Es liegt 24 Kilometer von Batken entfernt am Ufer der Isfara direkt an der Grenze zu Tadschikistan, unweit von Isfara. Das nächste Dorf in Kirgisistan ist Min-Oruk.

## Bevölkerung
| Jahr | Einwohner |
| ---- | --------- |
| 2002 | 301       |
| 2009 | 328       |
| 2021 | 406       |